# Puente Internacional McAllen–Hidalgo–Reynosa
El Puente Internacional McAllen–Hidalgo–Reynosa (en inglés: McAllen–Hidalgo–Reynosa International Bridge) desde 1926, ha servido a los intereses de Estados Unidos y México. Conecta las ciudades de McAllen e Hidalgo, de Texas con Reynosa, en Tamaulipas . Es una de las mayores proyectos realizados por la Ciudad de McAllen, Texas. El puente en sí esta en Hidalgo, Texas, pero la porción estadounidense es gestionada por la ciudad de McAllen. Hay dos , amplios tramos de cuatro carriles. Cruzar el puente para ir a Reynosa generalmente toma un corto tiempo pues en el lado mexicano hay unos pocos autos . Volver de México para cruzar al lado texano puede tomar hasta 2 horas pues los agentes fronterizos Federales detienen todos los vehículos y las colas son muy largas . Recientemente hay un carril por una cuota anual adicional, que acorta el tiempo para volver de México.